# Georgina de Albuquerque
Georgina de Albuquerque (4 tháng 2 năm 1885 - 29 tháng 8 năm 1962) là một họa sĩ và giáo viên người Brazil. Chồng cô, Lucílio, là một họa sĩ nổi tiếng, và cả hai đều hợp tác chặt chẽ với nhau trong sự nghiệp nghệ thuật.

## Cuộc đời
De Albuquerque có tên khai sinh là Georgina de Moura Andrade, ra đời vào ngày 4 tháng 2 năm 1885 tại Taubaté, São Paulo. Cô bắt đầu học vẽ khi cô ở tuổi 15, vào năm 1900 tại quê hương Taubaté. Cô được dạy kèm tại nhà riêng của mình bởi họa sĩ người Ý Rosalbino Santoro, người đã dạy cô những nguyên tắc cơ bản về sơn, chẳng hạn như các định luật về phối cảnh và các kỹ thuật pha trộn sơn.

## Quá trình rèn luyện
Cô chuyển đến Rio de Janeiro vào năm 1904 ở tuổi 19, nơi cô theo học tại Escola Nacional de Belas Artes (Trường Mỹ thuật Quốc gia), theo học với giáo viên Henrique Bernardelli.
Georgina chuyển đến Paris năm 1906, sau khi kết hôn với họa sĩ Lucílio de Albuquerque. Tại Paris, cô đã tham dự École Nationale Supérieure des Beaux-Arts và Académie Julian, nơi cô là học sinh của Henri Royer.

## Sự nghiệp
Năm 1911 Georgina trở về Brazil và trưng bày tác phẩm của cô ở São Paulo. Từ đó, cô tham gia thường xuyên tại Triển lãm Mỹ thuật tổng hợp.
Năm 1927 Georgina trở thành một giáo sư tại Escola Nacional de Belas Artes ở Rio de Janeiro, nơi cô dạy thiết kế nghệ thuật. Năm 1935, cô bắt đầu giảng dạy một khóa học về nghệ thuật trang trí tại Viện Nghệ thuật của Đại học Liên bang.
Năm 1940, cô thành lập Museu Lucílio de Albuquerque tại nhà riêng của cô ở vùng lân cận Laranjeiras. Cô đã thiết lập một khóa học tiên phong trong việc vẽ và vẽ tranh cho trẻ em.
Giữa năm 1952 và 1954, cô giữ chức vụ Giám đốc tại Escola Nacional de Belas Artes.

## Cái chết
Georgina de Albuquerque mất ngày 29 tháng 8 năm 1962, tại Rio de Janeiro ở tuổi 77.